# Круглов Микола Петрович
Мико́ла Петро́вич Кругло́в (нар. 10 листопада 1950 року, с. Штукар, Веселинівський район, Миколаївська область) — народний депутат України 7-го скликання (округ № 132, з 15 січня 2014). Почесний громадянин Миколаєва. Голова Миколаївської обласної державної адміністрації у 2010–2014 роках. Член Партії регіонів (листопад 2000 — грудень 2014).

## Життєпис
Народився 10 листопада 1950 року в с. Штукар, Веселинівського району, Миколаївської області. У 1972 році закінчив Одеське вище інженерне морське училище за спеціальністю «Автоматизація теплоенергетичних процесів». У 1992 році закінчив Академію народного господарства при Раді Міністрів СРСР, спеціальність «Економіка».
Дружина Зоя Євгеніївна (1950) — заступник головного лікаря міськлікарні; дочка Олена (1971) — суддя.

## Кар'єра
- 1972—1973 — 4-й механік суден Азовського морського пароплавства (місто Маріуполь).
- 1973—1985 — конструктор 3-ї категорії ПКБ «Електрогідравліка» (місто Миколаїв), старший інженер, головний інженер відділу спецробіт, начальник сантехнічного відділу філії інституту «Укрколгосппроєкт», начальник сектору відділу охорони природи ПКБ «Тор» (місто Миколаїв), начальник сантехнічного відділу, відділу комплексного проєктування філії інституту «Укрколгосппроєкт».
- 1985—1987 — інструктор відділу пропаганди і агітації Ленінського райкому КПУ міста Миколаєва; заступник голови Ленінського райвиконкому міста Миколаєва, голова планової комісії Ленінської райради народних депутатів.
- 1987—1988 — помічник голови Миколаївського облвиконкому.
- 1988—1991 — перший заступник голови облплану, начальник зведенного відділу, заступник начальника Головного планово-економічного управління Миколаївського облвиконкому.
- 02.1991-03.1992 — перший заступник голови Миколаївського міськвиконкому.
- 03.1992-01.1995 — перший заступник глави з питань управління територією Миколаївської облдержадміністрації.
- З 07.1994 — перший заступник голови, Миколаїв. облвиконком.
- З 19 липня 1995 — в.о. голови[4], 8 серпня 1996 — 23 травня 1997 — голова Миколаївської облдержадміністрації[5][6].
- 23 травня — 17 липня 1997 — Міністр транспорту України[7][8].
- 17 липня 1997 — 23 листопада 1999 — голова Миколаївської облдержадміністрації[9][10].
- 2000—2001 — перший заступник голови Державної податкової адміністрації в Миколаївській області.
- 2001—2002 — помічник Голови Державної податкової адміністрації України.
- Грудень 1995 — липень 2000 — Член Комісії з питань морської політики при Президентові України

З квітня 2002 по березень 2006 — Народний Депутат України 4-го скликання, обраний по виборчому округу № 130, Миколаївська область. Самовисування. За 17,82 %, 13 суперників. На час виборів: помічник голови Державної податкової адміністрації України, член Партії регіонів. Член фракції «Єдина Україна» (травень — червень 2002), член групи «Європейський вибір» (червень — вересень 2002), член фракції «Регіони України» (вересень 2002 — вересень 2005), член фракції Партії «Регіони України» (з вересня 2005). Член Комітету з питань будівництва, транспорту, житлово-комунального господарства і зв'язку (з червня 2002).
Народний Депутат України 5-го скликання з квітня 2006 по листопад 2007 від Партії регіонів, № 40 в списку. На час виборів: народний депутат України, член ПР. Заступник голови Комітету з питань фінансів і банківської діяльності (з липня 2006), член фракції Партії регіонів (з травня 2006).
Народний Депутат України 6-го скликання з листопада 2007 від Партії регіонів, № 39 в списку. На час виборів: народний депутат України, член ПР. Член фракції Партії регіонів (з листопада 2007), Перший заступник голови Комітету з питань податкової та митної політики (з грудня 2007), член Спеціальної контрольної комісії ВР України з питань приватизації (з грудня 2007).
У 2020 році балотується в мери Миколаєва від “Нашого краю”.

## Участь у повторних виборах 2013
5 вересня 2013 року під час вечірнього засідання Верховної Ради України був розглянутий та прийнятий законопроєкт № 2971-д«Про повторні вибори народних депутатів України в одномандатних виборчих округах № 94, 132, 194, 197, 223», згідно з яким вибори призначено на 15 грудня 2013 року.
21 жовтня 2013 року Микола Круглов підтвердив свій намір балотуватися в народні депутати по 132 мажоритарному округу з центром в м. Первомайськ, Миколаївська область
1 листопада 2013 року Центральна виборча комісія України зареєструвала Миколу Круглова кандидатом в народні депутати України у 132 в одномандатному виборчому окрузі як самовисуванця
15 грудня 2013 року відбулись повторні вибори у «проблемних» округах, в тому числі і на 132 окрузі. В результаті опрацювання 100 % голосів, самовисуванець Микола Круглов набрав 47,85 % або 32 тис. 947 виборців.

## Нагороди
- Орден «За заслуги» III (вересень 1997)[15], II ст. (листопад 2004), І ступенів (листопад 2010)[16].
- Медаль «За заслуги» (Українська спілка ветеранів Афганістану).
- Ювілейна медаль «300 років Російському флоту».
- Почесна грамота Кабінету Міністрів України (грудень 2003)[17].
- Почесна грамота Верховної Ради України (листопад 2005).